# Traitement C4
Pour les articles homonymes, voir Traitement et C4.
Le traitement C4 est un traitement universel noir et blanc de films inversibles.
Il permet de développer toutes les émulsions (couleur ou noir et blanc, film négatif ou inversible), sauf les Polaroid, pour obtenir un inversible noir et blanc.